# Jency
Jency (biał. Енцы; ros. Енцы, Jency; pol. hist. Jence) – wieś na Białorusi, w obwodzie homelskim, w rejonie kormańskim, w sielsowiecie Wornauka.

## Historia
W XIX i w początkach XX w. okolica szlachecka położona w Rosji, w guberni mohylewskiej, w powiecie rohaczewskim, w gminie Rassochy. Następnie w granicach Związku Sowieckiego. Od 1991 w niepodległej Białorusi.